# 浜松市立花川小学校
浜松市立花川小学校（はままつしりつはなかわしょうがっこう）は、静岡県浜松市中央区花川町にある公立小学校である。　

## 概要
- 付近にある花川運動公園や小学校の校庭では、春、特に入学式頃には桜がきれいに咲く。
- 地域の少子化により児童数が減少したため、小規模特認校に認定されており、希望により学区外からも入学できることになっている。
- 吉野町、吉野東町から花川町への統合･町名変更以前の名称は「浜松市立吉野小学校」であった。

## 沿革
- 1884年（明治17年）1月 - 伊左地村伊左地尋常小学校須野木沢分校として設立。
- 1887年（明治20年）2月 - 和地村和地尋常小学校須野木沢分校と改称。
- 1892年（明治25年）2月 - 敷知郡村立吉野尋常小学校を創立。
- 1896年（明治29年）4月 - 浜名郡吉野尋常小学校と改称。
- 1925年（大正14年）4月 - 浜名郡吉野尋常高等小学校と改称し、高等科を併置する。
- 1947年（昭和22年）4月 - 浜名郡吉野村立吉野小学校と改称。
- 1954年（昭和29年）7月 - 市村合併により、浜松市立吉野小学校と改称。
- 1962年（昭和37年）11月 - 校歌「春はさくらの」制定発表会を開催。
- 1992年（平成4年）2月 - 創立百周年記念式典を開催。
- 2000年（平成12年）4月 - 統合･町名変更により、浜松市立花川小学校と改称。
- 2005年（平成17年）8月 - 静岡放送静岡新聞社から「第9回あすなろ賞」を受賞
- 2006年（平成18年）5月 - はごろも賞を受賞。

## 所在地
- 静岡県浜松市中央区花川町781

## 学校区
- 浜松市中区花川地区（花川町・西丘町）

## 交通
- 遠鉄バス高台線 ｢花川小学校｣停留所から、徒歩1分
- この地域の周辺には浜松西インターチェンジや浜松環状線などがあり、利便性が良い。